# Instituto Pasteur (São Paulo)
[
El Instituto Pasteur es una entidad ligada a la Secretaría de Salud del Gobierno del Estado de São Paulo ubicada en la Avenida Paulista, número 393, Ciudad de São Paulo. Se dedica a la investigación científica sobre la rabia.
Fue fundado en 1903, siendo su primer director-presidente Ignácio Wallace da Gama Cochrane. Antonio Carini, el segundo en ocupar el cargo, impulsó las investigaciones en bacteriología y patología animal, lo que consolidó al instituto y atrajo recursos provenientes de empresarios. Destacándose en el área de salud pública con su trabajo para la prevención de la rabia, el instituto, es una referencia dentro del sistema de salud brasileño y es asociado de la Organización Panamericana de Salud y de la Organización Mundial de Salud. El Instituto Pasteur pasará a ser un centro de referencia para los programas de control de la rabia de países de América del Sur. Capacitará profesionales sudamericanos indicados por la OPAS en su formación en el área de exámenes para el diagnóstico de rabia en laboratorio.